# Прапор Невади
Прапор Невади (англ. Flag of Nevada) — один з державних символів американського штату Невада.
Прапор являє собою синє прямокутне полотнище з розташованою вгорі зліва зіркою та написом під нею «Nevada». Над всим цим розташований сувій з написом «Battle Born» (Битва Народження), цей напис показує те, що Невада стала штатом під час Громадянської війни.

## Гелерея

Штандарт губернатора штату Невада
Попередній прапор Невади, 1905-1915